# Rosa willmottiae
Rosa willmottiae es un arbusto de la familia de las rosáceas. Esta especie se clasifica dentro de la sección de las Gymnocarpae, del subgénero Euros. Es originaria de la zona occidental de China donde se encuentra espontánea.

## Descripción
Arbusto espinoso de 2 metros, con tallos arqueados, hojas de 5 a 9 foliolos verde grisáceo. 
Las flores son de color rosa lila, simples de 3 cm de diámetro, eclosionan en junio y son seguidas de unos frutos pequeños anaranjados, lisos y piriformes.

## Distribución y hábitat
Se extiende por el occidente de China. Habita en setos, matorrales, pistas abiertas, al lado de corrientes de agua, bordes de carreteras; entre 1300 a 3800 m s. n. m. En las regiones de Gansu, Qinghai, Shaanxi, Sichuan. Florece a finales de primavera y verano.
Fue introducida a los horticultores occidentales para su cultivo por Ernest Wilson en 1904 y fue nombrada como «Miss Willmott's rose» o «Willmott's rose», en honor de la recolectora  y horticultora Ellen Willmott.

## Taxonomía
Rosa willmottiae fue descrita en 1907 por William Botting Hemsley y publicado en el "Bulletin of Miscellaneous Information Kew" 1907(8): 317. 1907. (Bull. Misc. Inform. Kew).
Etimología
Rosa: nombre genérico que proviene directamente y sin cambios del latín rosa que deriva a su vez del griego antiguo rhódon, , con el significado que conocemos: «la rosa» o «la flor del rosal»
willmottiae: epíteto puesto en honor de la recolectora  y horticultora Ellen Willmott.
Sinonimia
VariedadesR. w. var. glandulifera – R. w. var. glandulosa – R. w. var. willmottiae

## Nombre común
- Chino Pinyin: 小叶蔷薇  « xiao ye qiang wei ».[2][5]